# Mavinga
Mavinga is een stad (município) in de Angolese provincie Cuando Cubango. In 2014 telde de município 27.196 inwoners. In deze município liggen de comunes Mavinga, Cunjamba/Dime, Cutuile en Luengue.
In Mavinga wonen voornamelijk Mbunda. Er heerst een tropisch savanneklimaat, met een droog en een nat seizoen.
Tijdens de Angolese Burgeroorlog was Mavinga een bolwerk van het rebellenleger UNITA en in 1988 werd er fel om controle van de stad gevochten.
Mavinga heeft een regionale luchthaven en er is een wegverbinding met Menongue. In de omgeving ligt het Longa-Mavinga Nationaal Park dat werd opgericht in 2011.